# Діснеї
Діснеї (англ. Disney family) — американська родина, яка стала відома, коли брати Рой і Волт Дісней заснували студію мультиплікації Disney Brothers Cartoon Studio, сьогодні відому як медіа- та розважальний конгломерат The Walt Disney Company. Вплив родини Діснеїв на американську культуру зріс завдяки успішним мультфільмам, таким як «Білосніжка і семеро гномів» 1937 року, та відкриттю парку розваг Діснейленд 1955 року. Інші члени родини брали участь в управлінні компанією Disney, зйомках кіно та займалися благодійністю.

## Історія

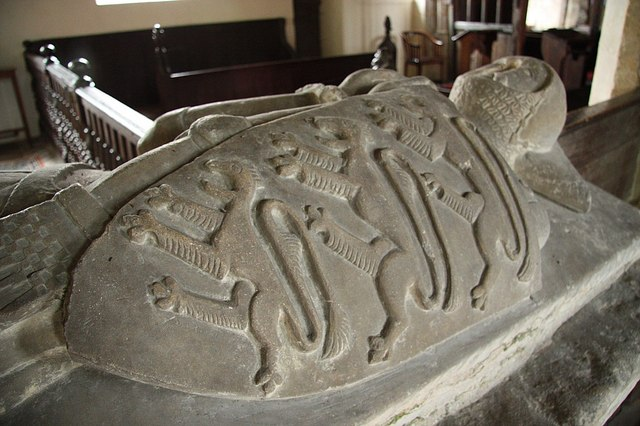
Опудало сера Вільяма Д'Ізні в парафіяльній церкві Нортон-Дізні, Лінкольншир

Прізвище, спочатку відоме як «д'Ізіньї» (фр. d'Isigny («з Ізіньї»), має нормандсько-французьке походження, і походить від міста Ізіньї-сюр-Мер. Діснеї, серед інших представників нормандського походження, оселилися в Англії та дали своє ім’я селу Нортон-Дізні в Лінкольнширі. Частина родини переїхала до Ірландії приблизно в XI столітті.

## Родина Елаяса Діснея
Елаяс Чарльз Дісней (1859—1941) народився в сільській місцевості Блувейл, провінція Канади (нині Онтаріо, Канада), в родині ірландських іммігрантів-протестантів Кеппла Елаяса Діснея (1832—1891) та Мері Річардсон (1838–1909). Обоє батьків у дитинстві емігрували з Ірландії до Канади.
1 січня 1888 року Дісней одружився з Флорою Колл (1868—1938) у Кісметі, округ Лейк, Флорида. У подружжя було п'ятеро дітей:
- Герберт Артур Дісней, листоноша[6] (8 грудня 1888 — 29 січня 1961, 72 роки)
- Реймонд Арнольд Дісней, продавець страховок[7][8] (30 грудня 1890 — 24 травня 1989, 98 років)
- Рой Олівер Дісней (24 червня 1893 – 20 грудня 1971, 78 років)
- Волтер Елаяс Дісней (5 грудня 1901 – 15 грудня 1966, 65 років)
- Рут Флора (уроджена Дісней) Бічер, стенографістка[9], благодійниця WDHM і музикантка[10] (6 грудня 1903 – 7 квітня 1995, 91 рік)[11][12][13][14]

## Родина Роя Діснея
Рой Олівер Дісней (24 червня 1893 — 20 грудня 1971) — американський бізнесмен і співзасновник The Walt Disney Company. У квітні 1925 року він одружився з Едною Френсіс. Племінник Роя Чарльз Елаяс Дісней назвав свого сина Чарльзом Роєм на честь свого хрещеного батька.
Його син Рой Едвард Дісней (10 січня 1930 — 16 грудня 2009) довгий час керував The Walt Disney Company і був останнім членом родини, який брав активну участь в управлінні компанією. Діснея-молодшого часто порівнювали з його дядьком і батьком. У нього було двоє синів (один з них, Тім Дісней, продюсер документальних фільмів) і дві дочки; одна з них, Ебіґейл Дісней, режисерка документальних фільмів.

## Родина Волта Діснея
Волтер Елаяс Дісней (5 грудня 1901 — 15 грудня 1966) — американський підприємець, художник-мультиплікатор, сценарист, актор озвучування та кінопродюсер, який разом із братом Роєм заснував студію Disney Brothers. Волт отримав 59 номінацій на премію «Оскар», з яких переміг у 22; обидві суми є рекордними.
Він одружився з Ліліан Боундс у 1925 році. У них було дві доньки: рідна Діана (18 грудня 1933 — 19 листопада 2013) і удочерена після кількох викиднів Шерон (грудень 1936, народилася за шість тижнів до того, — 16 лютого 1993).
Діана вийшла заміж за Рональда Вільяма Міллера, який став президентом The Walt Disney Productions у 1980 році та генеральним директором у 1983 році. Через рік його усунув Рой Едвард Дісней.
Шерон, яка стала актрисою, мала трьох дітей від двох шлюбів: з Робертом Брауном і з Вільямом Ландом. Вона померла від ускладнень раку молочної залози 16 лютого 1993 року.

## Спадщина
2001 року у відреставрованому залізничному депо Санта-Фе в Марселіні, штат Міссурі, відкрився Музей рідного міста Волта Діснея, де зберігається колекція пам’ятних речей родини Діснеїв, багато з яких були подаровані сім’єю Рут Флори Дісней Бічер, сестри Волта.
У 2009 році в Президіо Сан-Франциско відкрився Сімейний музей Волта Діснея, спроєктований донькою Діснея Діаною та її сином Волтером Міллером. Музей було створено для сприяння і надихання творчості та інновацій, а також для прославлення та вивчення життя Волта Діснея.